# Hnilec
Hnilec (węg. Gölnic, niem. Göllnitz) – rzeka we wschodniej Słowacji, w dorzeczu Dunaju. Długość – 88,9 km, powierzchnia zlewni – 654 km², średni roczny przepływ u ujścia – 8,1 m³/s. Największy dopływ Hornadu.
Hnilec ma źródła na wschodnich stokach szczytu Kráľova hoľa w Niżnych Tatrach. W górnym biegu płynie południowym skrajem Słowackiego Raju. Koło wsi Stratená tworzy przełom zwany „kanionem strateńskim” (Stratenský kaňon) – atrakcyjny krajobrazowo i obfitujący w jaskinie (Dobšinská ľadová jaskyňa, Stratenská jaskyňa). Koło wsi Dedinky na Hnilcu wzniesiono zaporę, która spowodowała utworzenie zbiornika wodnego Palcmanská Maša, należącego do systemu elektrowni wodnej Vlčia dolina-Dobšiná.
Hnilec płynie dalej na wschód, przecinając wzdłuż pasmo Rudaw Spiskich i oddzielając Hnilecké vrchy na północy od pozostałej części Gór Wołowskich na południu. W dolnym biegu przepływa przez Gelnicę i kilka kilometrów dalej, w miejscowości Margecany, wpada do Hornadu.
Hnilec na całej swojej długości ma charakter rzeki górskiej. Jego liczne dopływy (największe: Kopanec, Havraní potok, Tiesňavý potok, Tichá voda, Stará Voda, Smolník, Kojšovský potok, Železný potok) to górskie rzeczki i potoki o bystrym biegu i zasobne w wodę. W przeszłości wody Hnilca poruszały dziesiątki kół wodnych, napędzających różne urządzenia hutnicze, pompy odwadniające kopalnie rud i tartaki. Doliną Hnilca biegnie droga lokalna nr 546 oraz linia kolejowa z Bańskiej Bystrzycy do Margecan.

## Turystyka
Biegnące doliną Hnilca droga oraz linia kolejowa mają duże znaczenie dla ruchu turystycznego, udostępniając m.in. południową część Słowackiego Raju oraz Dobszyńską Jaskinię Lodową. Sam Hnilec jest spławny i wykorzystywany rekreacyjnie jako szlak kajakowy. Przy wysokich stanach wody spływ można zaczynać już od przystanku kolejowego Rakova (poniżej miejscowości Mlynky), jednak wygodnym szlakiem wodnym staje się dopiero od miejscowości Mníšek nad Hnilcom.